# Smittium magnosporum
Smittium magnosporum är en svampart som beskrevs av Ferrington, Hayford & Lichtw. 2005. Smittium magnosporum ingår i släktet Smittium och familjen Legeriomycetaceae.   Inga underarter finns listade i Catalogue of Life.